# Valentina Massi
Valentina Massi (Forlimpopoli, 23 agosto 1983) è una modella italiana, incoronata Miss Universo Italia il 21 aprile 2007 presso il Teatro Giacosa di Ivrea. La giuria fu presieduta da Vittorio Sgarbi rinomato critico d'arte e Katia Ricciarelli nota soprano della lirica internazionale, le aspiranti miss, coordinate dal coreografo Roberto Baiocchi.
In seguito ha rappresentato l'Italia a Miss Universo 2007 il 28 maggio 2007, a Città del Messico, dove però non è riuscita ad entrare nella rosa delle quindici finaliste. 
In precedenza aveva partecipato a Miss Italia 2000 ed a Miss Italia Mondo, il concorso nazionale con il quale si seleziona la delegata italiana a Miss Mondo.